# Mabulatrichus baloghi
Mabulatrichus baloghi är en kvalsterart som först beskrevs av Sandór Mahunka 1993.  Mabulatrichus baloghi ingår i släktet Mabulatrichus och familjen Zetomotrichidae. Inga underarter finns listade i Catalogue of Life.